# Heteronuncia robusta
Heteronuncia robusta is een hooiwagen uit de familie Triaenonychidae.